# Conway (New Hampshire)
Pour les articles homonymes, voir Conway.
Conway est une ville du New Hampshire, dans le Comté de Carroll.